# Markt (Delft)
De Markt in Delft, in de Nederlandse provincie Zuid-Holland, is met zijn 120 bij 50 meter een van de grootste historische marktpleinen van Europa. Het plein is vrijwel rechthoekig en wordt aan de korte zijden begrensd door de Nieuwe Kerk in het oosten en het stadhuis van Delft in het westen. Ook de verbindende zijstraten behoren tot de Markt.
De Markt werd ingericht op een verzande kreekrug, opgeworpen door een kreek van de getijdengeul de Gantel, en is daardoor een van de hoogst gelegen delen van de Delftse binnenstad.
Het plein is in de loop der eeuwen regelmatig van uiterlijk veranderd. De nieuwste herinrichting werd in 2004 voltooid.
De Markt wordt gebruikt voor weekmarkten, een grote variatie aan optredens en andere manifestaties, met name tijdens de zomermaanden.

## Geschiedenis

### Marktveld
Delft als bestuurs- en handelscentrum is in de twaalfde eeuw ontstaan rondom een grafelijk vroonhof, waarvan de oostelijke grens zich ongeveer op de plaats van het huidige stadhuis bevond. Het grafelijk gebied ten oosten van dat vroonhof werd gebruikt als Marctveld. Het reikte bijna tot de achterzijde van de huidige Nieuwe Kerk, waar destijds een moerassig gebied begon.
De donderdagse weekmarkt wordt vanaf die tijd tot op de huidige dag op de Markt gehouden. In vroeger tijden werd de Markt bovendien gebruikt voor twee grote jaarmarkten: één rond de tijd van de Delftse ommegang (een jaarlijkse processie op 12 juni, de feestdag van Sint Odulphus) en één op de feestdag van Sint Eligius (1 december.) Ook openbare terechtstellingen vonden veelal plaats op de Markt. Vóór de bouw van de Nieuwe Kerk deed het oostelijk deel van het Marctveld dienst als galgenveld.
Ruim vóór de bouw van de Nieuwe Kerk in 1383 werd het Marctveld met meer dan een meter opgehoogd. In 1396 werd het veld, ten behoeve van de bouw van de kerk, met ongeveer 34 meter ingekort. In 1421 volgde nog een verkleining: een strook van 17 meter werd afgestaan om als kerkhof te dienen. In 1436 schonk graaf Filips de Goede zijn vroonhof en het resterende Marctveld aan de stad Delft. De gebouwen van het vroonhof werden vanaf dat moment als stadhuis gebruikt.

### Markt
In 1484 werd het Marctveld voor het eerst bestraat, waarbij de waterput die er altijd had gestaan, verdween. Het terrein werd bij die gelegenheid 90 centimeter opgehoogd, waarvoor gebruik werd gemaakt van het mestoverschot van het omliggende gebied.
De Nieuwe Kerk, die in 1510 haar huidige omvang bereikte, werd aanvankelijk geflankeerd door twee huizenrijen die voorheen de begrenzing van het Marctveld hadden gevormd. Het kerkhof was daardoor bijzonder klein. Om het kerkhof uit te breiden werd daarom rond 1493 de zuidelijke huizenrij afgebroken. De Markt kreeg hierdoor de begrenzing die hij tegenwoordig nog steeds heeft.
Tijdens een herbestrating in 1595 werd in het straatwerk een windroos aangebracht. Op deze windroos werd in 1886 een standbeeld van Hugo de Groot geplaatst.
Vóór de kerk heeft door de eeuwen heen meestal een of andere afscheiding tussen het kerkhof en de Markt gestaan. Tot omstreeks 1702 was dit een muurtje. Later, toen de functie van kerkhof verdween, was het een bomenrij waarvan de laatste resten rond 1930 verdwenen. Vóór de herinrichting van 2004 is een archeologisch onderzoek verricht naar het kerkhof. Hieruit kwam naar voren, dat het kerkhof zich naar beide zijden uitstrekte tot drie meter van de gevels van de woningen bezijden de Markt. Naar het zuiden liepen de begravingen verder door dan verwacht werd, maar kon de grens niet worden vastgesteld.
Bij de herinrichting van 2004 is opnieuw een rij bomen voor de kerk geplaatst. Tevens werd een nieuwe windroos aangebracht. Het standbeeld van Hugo de Groot werd grondig gerestaureerd en keerde terug op een nieuwe plek, uit het midden en dichter bij de Nieuwe Kerk. Pikant hierbij is dat bij een Koninklijke uitvaart de koninklijke gasten vanaf het Stadhuis de Markt oversteken, en nu niet meer om het standbeeld heen hoeven te lopen.
Ook het gebruik van het plein als parkeerplaats behoort sinds de herinrichting van 2004 tot het verleden.

## Weekmarkt
Op de Markt is wekelijks op donderdag een warenmarkt van 09.00 - 17.00 uur.